# Abbaye de Roma
L’abbaye Notre-Dame de Roma (Sancta Maria de Gutnalia in Roma) est une ancienne abbaye cistercienne en ruines, située sur l’île de Gotland, près du village de Roma, à 16 kilomètres de Visby. Elle eut un rayonnement important dans toute la Baltique.

## Histoire

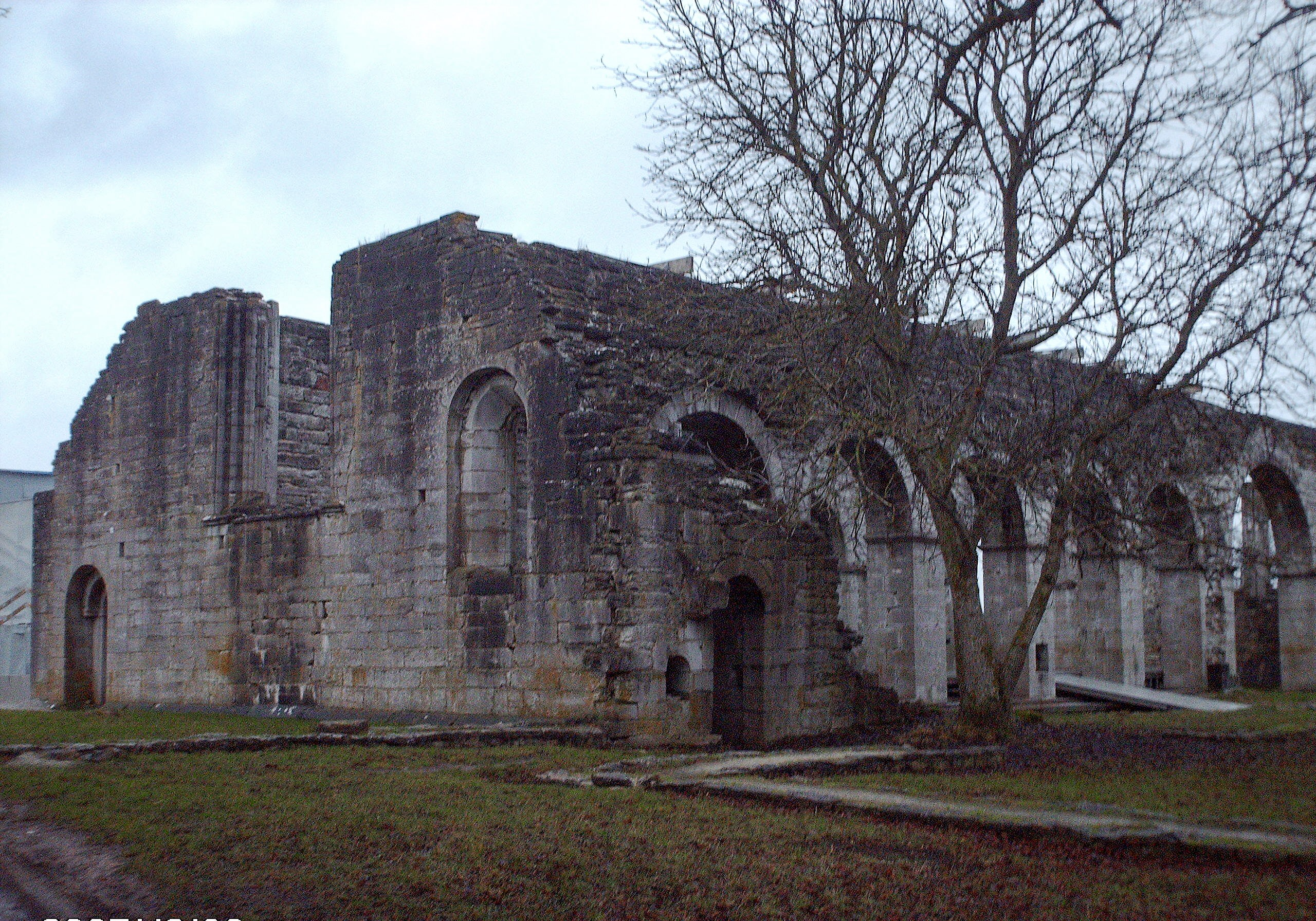
Vue de côté de l’abbatiale.

L’abbaye a été fondée en 1164 par des moines cisterciens suédois venus de l’abbaye de Nydala dans le Småland, et fait donc partie de la filiation de l’abbaye de Clairvaux. L’abbatiale se situe au nord du cloître rectangulaire. Elle est de plan basilical à trois nefs. Il y avait deux entrées au sud de la nef de côté, une à l’ouest pour les laïcs, une à l’est pour les moines. La porta mortuorum au nord donnait sur le cimetière monastique et servait aux enterrements. Le chœur, les chapelles de côté et la nef principale avaient des voûtes en berceau, tandis que les nefs de côté avaient des voûtes d’ogive. Plus tard, la nef du milieu est reconstruite avec des voûtes d’ogive. L’abbatiale est réaménagée à l’époque gothique avec de grandes fenêtres dans le mur oriental et le mur méridional du chœur, ainsi que dans le fronton occidental. L’abbaye s’inspire de l’abbaye de Fontenay du point de vue architectural.
L’abbaye possède au Moyen Âge de nombreux domaines dans les terres d’Harrien en Estonie actuelle. Elle est obligée de fermer vers 1530 dans le contexte de la réforme protestante et devient la propriété de la couronne danoise. L’église sert d’écurie et les bâtiments tombent peu à peu en ruines. Ceux-ci sont incendiés vers 1730.

## Source

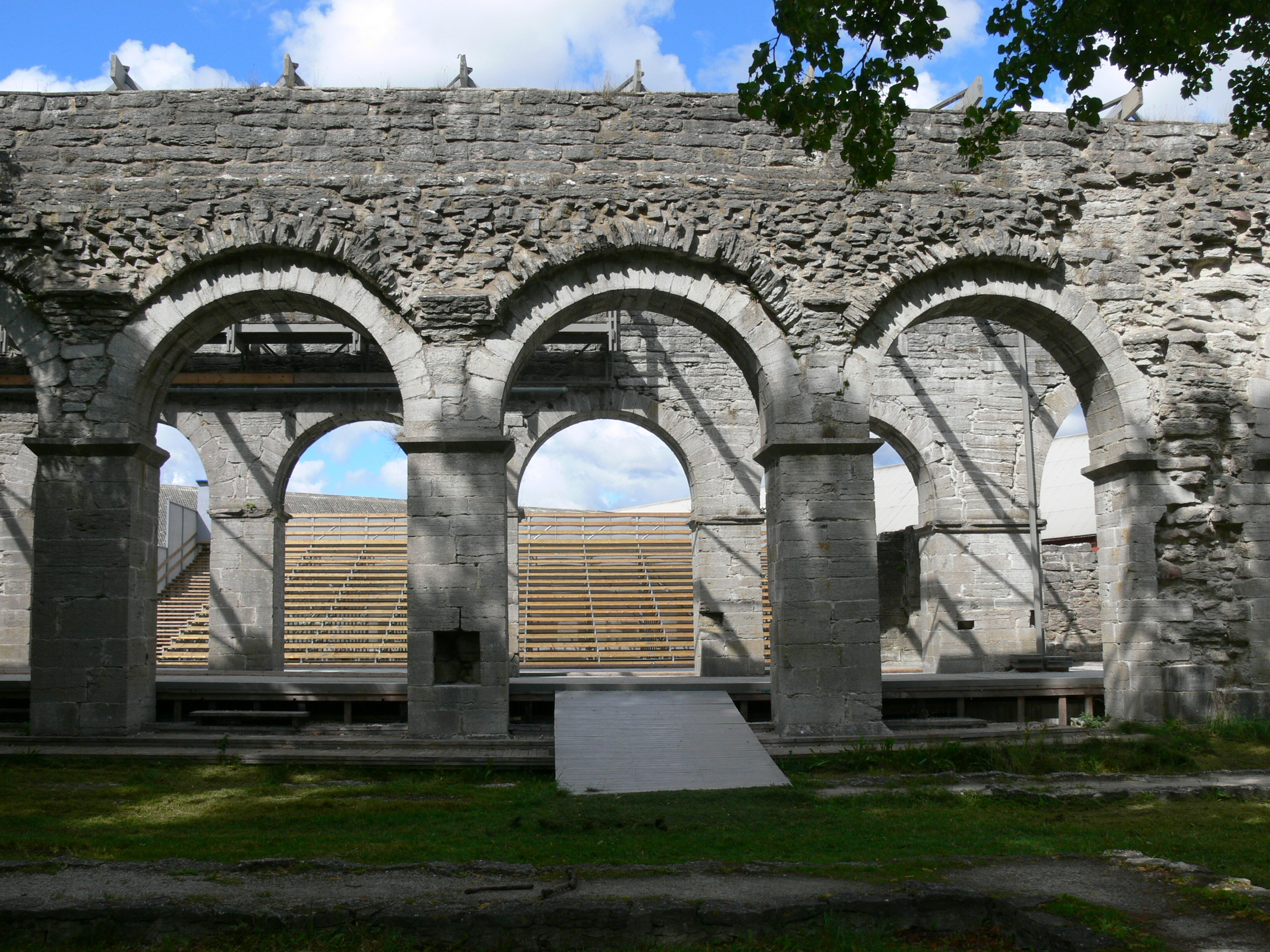
Vue de côté

- (de) Cet article est partiellement ou en totalité issu de l’article de Wikipédia en allemand intitulé « Kloster Roma » (voir la liste des auteurs).